# 黑矮長頜魚
黑矮長頜魚，為輻鰭魚綱骨舌魚目象鼻魚科的其中一種，分布於非洲東部的淡水流域，體長可達10公分，棲息在水草生長的泥底質水域。